# Joachim Friedrich von Blumenthal
Joachim Friedrich von Blumenthal (seit 1646 Freiherr von Blumenthal) (* 24. Mai 1607 in Berlin; † 7. Juli 1657 in Halberstadt) war ein Staatsmann in brandenburgischen und dann in kaiserlichen Diensten. Er übte nach seiner Rückkehr in den brandenburgischen Dienst eine zeitweise führende politische Rolle als Verfechter einer brandenburgisch-kaiserlichen Zusammenarbeit aus, ehe er gestürzt wurde.

## Familie
Er stammte aus dem Adelsgeschlecht Blumenthal. Der Vater war Christoph I. von Blumenthal, die Mutter war Dorothea (geb. von Hacke). Er selbst heiratete 1635 in erster Ehe Catherine von Klitzing und in zweiter Ehe Elisabeth von Holtzendorff. Aus der ersten Ehe ging der Sohn Christoph Caspar von Blumenthal hervor. Drei weitere Söhne und 5 Töchter gingen aus der zweiten Ehe hervor. Die Tochter Elisabeth heiratete den Feldmarschall Johann Heinrich von Dünewald.

## Leben
Er absolvierte ein Studium unter anderem in Frankfurt an der Oder und ging danach auf eine Kavalierstour. Danach trat er in den brandenburgischen Hof- und Staatsdienst als Kammerjunker ein. Als Anhänger des Ministers Adam von Schwarzenberg stieg er rasch auf. Bereits 1635 war er Direktor des Kriegsrates. Er war 1638 daran beteiligt eine erste brandenburgische Armee aufzubauen. Als Generalkommissar der brandenburgischen Truppen ging er mit nach Kleve. Im selben Jahr war er Gesandter auf dem Kurfürstentag in Regensburg. Wie von Schwarzenberg befürwortete er eine enge Anlehnung an Habsburg. Nach dem Tod von Schwarzenbergs und der Thronbesteigung Friedrich Wilhelms begann sich die politische Situation zu ändern und Blumenthal quittierte den brandenburgischen Dienst.
Seit 1646 war er kaiserlicher Rat und Oberster Kriegs-Commissär. Im Jahr 1646 wurde er in den Freiherrenstand erhoben. Er war seit 1647 Generalkriegskommissar für den Niederrheinisch-Westfälischen Reichskreis. Wegen seines Widerstandes gegen den Ulmer Waffenstillstandes wurde er auf Drängen Kurkölns entlassen und wurde gegen den Willen von entschiedenen Katholiken Generalkriegskommissar der kaiserlichen Armee als Stellvertreter Ernst von Trauns. Er wurde 1649 Reichshofrat. Im selben Jahr war er Abgesandter des Kaisers auf dem Exekutionstag in Nürnberg. Er blieb aber weiterhin mit dem brandenburgischen Hof in enger Verbindung und konnte mit seinen Beziehungen dem Kurfürsten nützlich sein.
Noch im Jahr 1649 wechselte er in brandenburgische Dienste zurück und wurde Statthalter des neu erworbenen Fürstentums Halberstadt. Seit 1651 war er Staatskammerrat. Als Finanz- und Verwaltungsfachmann trug er zum Wiederaufbau des Landes nach den Verheerungen des Dreißigjährigen Krieges bei. Er warb im kurfürstlichen Rat weiterhin für eine Zusammenarbeit mit dem Kaiserhof. Von Blumenthal war in der Folge einer der einflussreichsten Berater im Umfeld des Großen Kurfürsten. Seit 1652 war er Direktor des Geheimen Rates. Insbesondere die Beziehungen zu Kaiser und Reich standen unter seiner Leitung. Als 1651 der Kurfürst einen Krieg gegen den Pfalzgrafen von Neuburg um den Besitz des Herzogtums Kleve führte, hatte von Blumenthal die brandenburgische Sache am Kaiserhof zu vertreten. Dies war nur bedingt erfolgreich, dennoch blieben die Beziehungen nach Wien insgesamt gut.

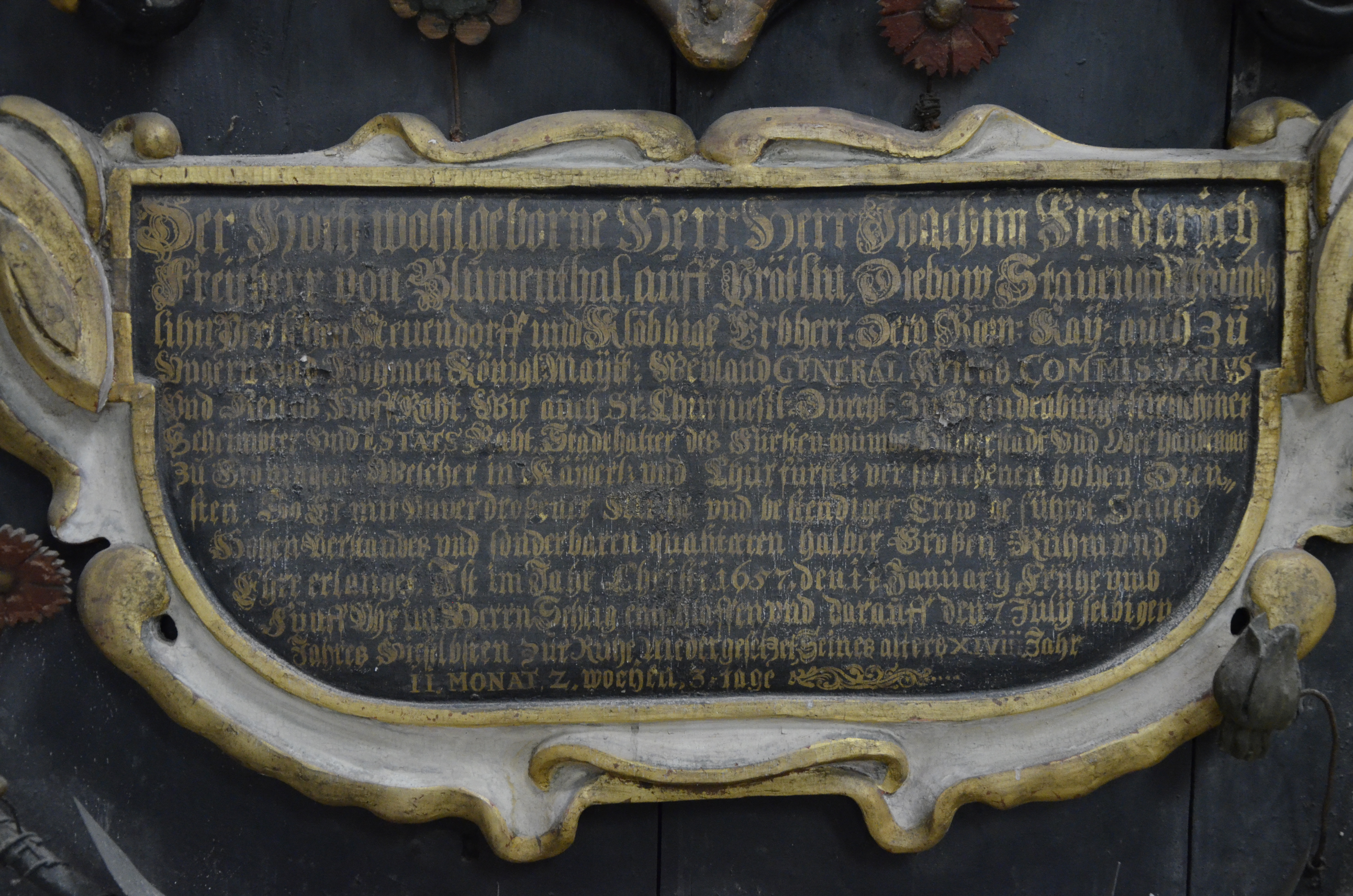
Detail des Epitaphs des Freiherrn von Blumenthal im Dom Halberstadt

Im Jahr 1653 wurde Blumenthal als Leiter der brandenburgischen Gesandtschaft zum Reichstag nach Regensburg entsandt. Es gelang ihm dort nicht, verschiedene brandenburgische Forderungen durchzubringen, und auch die kaiserliche Politik begann sich zu ändern. In der Folge nahmen die antihabsburgischen Kräfte, vertreten insbesondere von Georg Friedrich von Waldeck, am kurfürstlichen Hof an Einfluss zu. Dieser verdrängte von Blumenthal von der Position des einflussreichsten Ministers. Er blieb zwar kurfürstlicher Rat, widmete sich aber vor allem seinen Aufgaben als Statthalter von Halberstadt.
Nach seinem Tod wurde er in der Stiftskirche Halberstadt bestattet. Sein Epitaph wurde hoch oben am nordwestlichen Vierungspfeiler des Domes angebracht. Es handelt sich um eine ovale Holztafel, die mit zahlreichen Wappen und Blumen geschmückt war. Die Schriftkartusche ist noch lesbar, von der Dekoration ging vieles verloren. Heute befindet sich das Epitaph auf der Nordquerhausempore.